# Hans Luczak
Hans-Jürgen Luczak (ur. 28 listopada 1943 w Murskiej Sobocie, zm. 18 kwietnia 2008 w Rostocku) – wschodnioniemiecki zapaśnik walczący w stylu wolnym. Olimpijczyk z Meksyku 1968, gdzie odpadł w eliminacjach w kategorii do 63 kg.
Czwarty na mistrzostwach świata w 1967. Brązowy medalista mistrzostw Europy w 1968 roku.
Mistrz NRD w 1968 i 1969; drugi w 1967; trzeci w 1965 roku.